# Last one standing (TVB)
Last One Standing is een Hongkongse TVB-serie uit 2008 over twee jonge Hongkongse mannen die ruzie hebben, omdat een van hen de stiefvader van Cheung Sing-Hei heeft vermoord tien jaar geleden.

## Verhaal
Cheung Sing-Hei (Kevin Cheng) is aangeklaagd voor moord op zijn stiefvader en is veroordeeld tot celstraf van 10 jaar. Na het vrijlaten uit de gevangenis besluit Hei tot wraak op zijn beste vriend en neef Tong Lap-Yin (Roger Kwok). Yin is een notaris. Hij is een eerlijke en betrouwbare gentleman die Hei nooit aanrekent voor zijn korte buien en onredelijke beschuldigingen. Hij brengt veel tijd door met het onderzoeken van Hei’s zaak en helpt hem met het vinden van de echte moordenaar. Hei en Yin waren ooit beste maatjes maar kregen uiteindelijk ruzie vanwege misleiding en bedriegerij. Wat het erger maakt is dat ze beiden op dezelfde vrouw verliefd worden.
Hei verliest al zijn vertrouwen nadat hij ten onrechte veroordeeld is tot celstraf. Lei Pui-Ka (Yoyo Mung), de journalist die hem regelmatig bezoekt tijdens haar vrijwillige diensten, slaagt erin hem opnieuw hoop en vreugde te brengen. Hoewel Ka Hei’s karakter waardeert, is ze verliefd op Yin en stemt ze in om met hem uiteindelijk te trouwen. Echter, Ka ontvangt voortdurend een paar anonieme brieven en deze brieven geven haar een enorme schok.

## Rolverdeling
- Roger Kwok als Tong Lap Yin/唐立言
- Kevin Cheng als Cheung Sing Hei/張承希
- Yoyo Mung als Lei Pui Ka (Carmen)/利珮嘉
- Elaine Yiu als Tong Hoi Man (Mandy)/唐凱敏
- Macy Chan als Mo Oi Lam (Kelly)/馬愛琳
- Kiki Sheung als Lau Git Yee/劉潔儀
- Yvonne Ho als Cheung Jung See/張頌思
- Evergreen Mak als Poon Chi Kan/潘志勤
- Fiona Yuen als Fiona
- Law Lok Lam als Tsang Tsu Leung/曾樹樑
- Eileen Yeow als Lei Pui Shan (Sandy)/利珮珊

Best selling secrets 同事三分親 · Legend of the demigods 搜神傳 · Wars of in-laws II 野蠻奶奶大戰戈師奶 · Wasabi mon amour 和味濃情 · The master of tai chi 太極 · A journey called life 金石良缘 · The silver chamber of sorrows 銀樓金粉 · The money-maker recipe 師奶股神 · Dressage to win 盛裝舞步愛作戰 · Speech of silence 甜言蜜語 · When a dog loves a cat 當狗愛上貓 · Your class or mine 尖子攻略 · The four 少年四大名捕 · Survivor's law II 律政新人王II · The gentle crackdown II 秀才愛上兵 · The seventh day 最美麗的第七天 · D.I.E. 古靈精探 · Catch me now 原來愛上賊 · Forensic heroes II 法證先鋒II · Love exchange 疑情別戀 · Last one standing 與敵同行 · Moonlight resonance 溏心風暴之家好月圓 · The gem of life 珠光寶氣 · When Easterly Showers Fall on the Sunny West 東山飄雨西關晴 · Off pedder 畢打自己人 · Pages of treasures Click入黃金屋